# 小田切昌近
小田切 昌近（おだぎり まさちか）は、江戸時代中期の武士。徳川氏家臣。

## 経歴・人物
正保3年2月16日（1646年4月1日）8歳の時、徳川家光に拝謁する。万治2年7月4日（1659年8月21日）大番に列し、寛文元年12月12日（1662年1月31日）に蔵米200俵を賜う。延宝7年6月3日（1679年7月10日）番を辞し、小普請となる。のち天和3年5月25日（1683年6月19日）再び大番に列す。
貞享3年12月19日（1687年2月1日）上総国山辺郡砂田・萱野村にて争論が起こると、貞享4年7月6日（1687年8月13日）同地に赴くが、勤務が疎かであるとして土岐頼殷、のち酒井忠予に預けられる。元禄元年5月9日（1688年6月6日）赦免される。元禄7年5月10日（1694年6月2日）蔵米200俵を賜い、小普請となる。元禄9年7月5日（1696年8月2日）致仕する。致仕号は秋山。